# Liste der südkoreanischen Vorschläge für die Oscar-Nominierung in der Kategorie bester internationaler Film

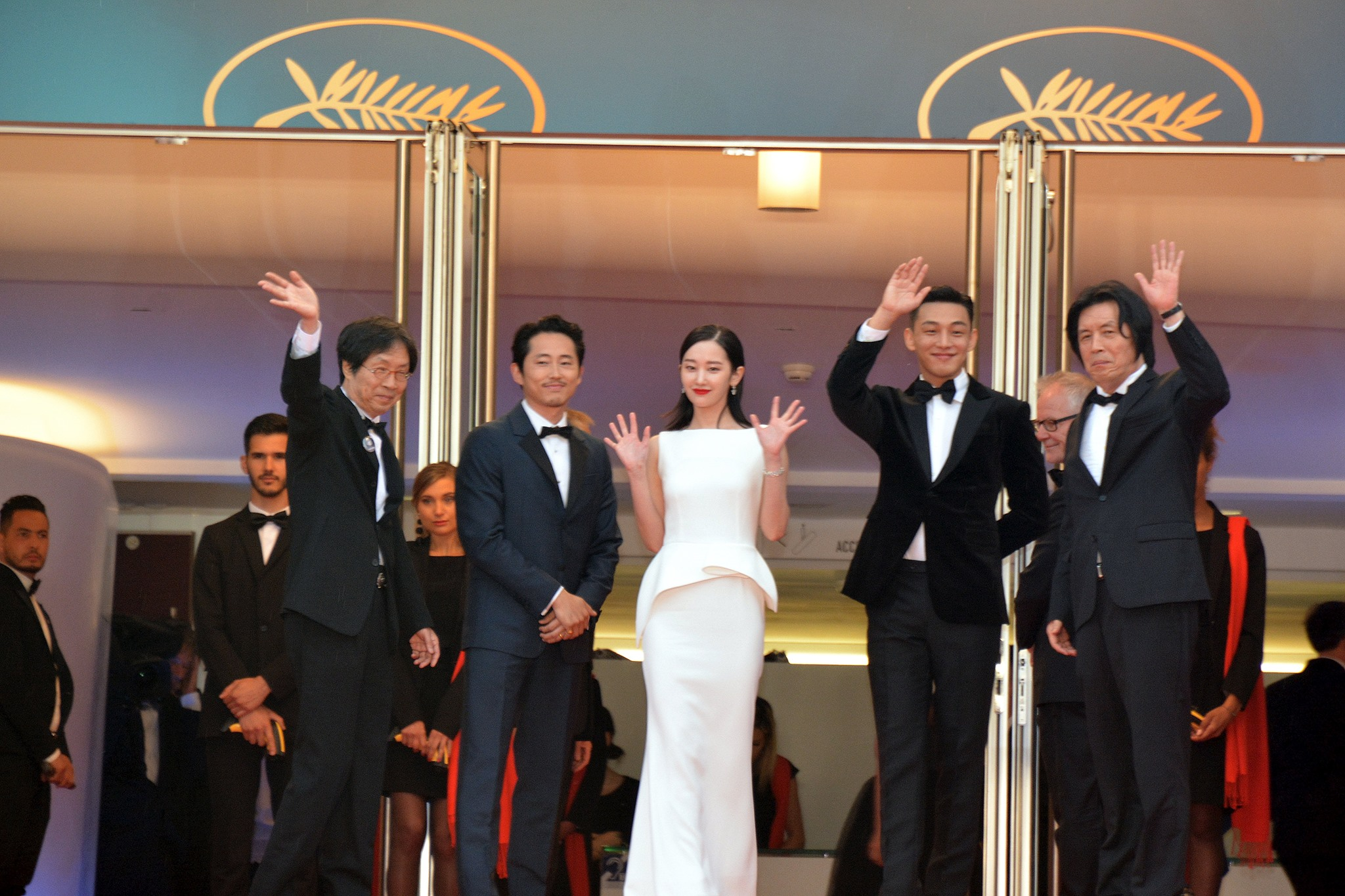
Der Stab von Burning auf den Internationalen Filmfestspiele von Cannes 2018. Von links nach rechts: Lee Jun-dong, Steven Yeun, Jeon Jong-seo, Yoo Ah-in und Regisseur Lee Chang-dong. Es ist der erste südkoreanische Film, der für die Vorauswahl berücksichtigt wurde.

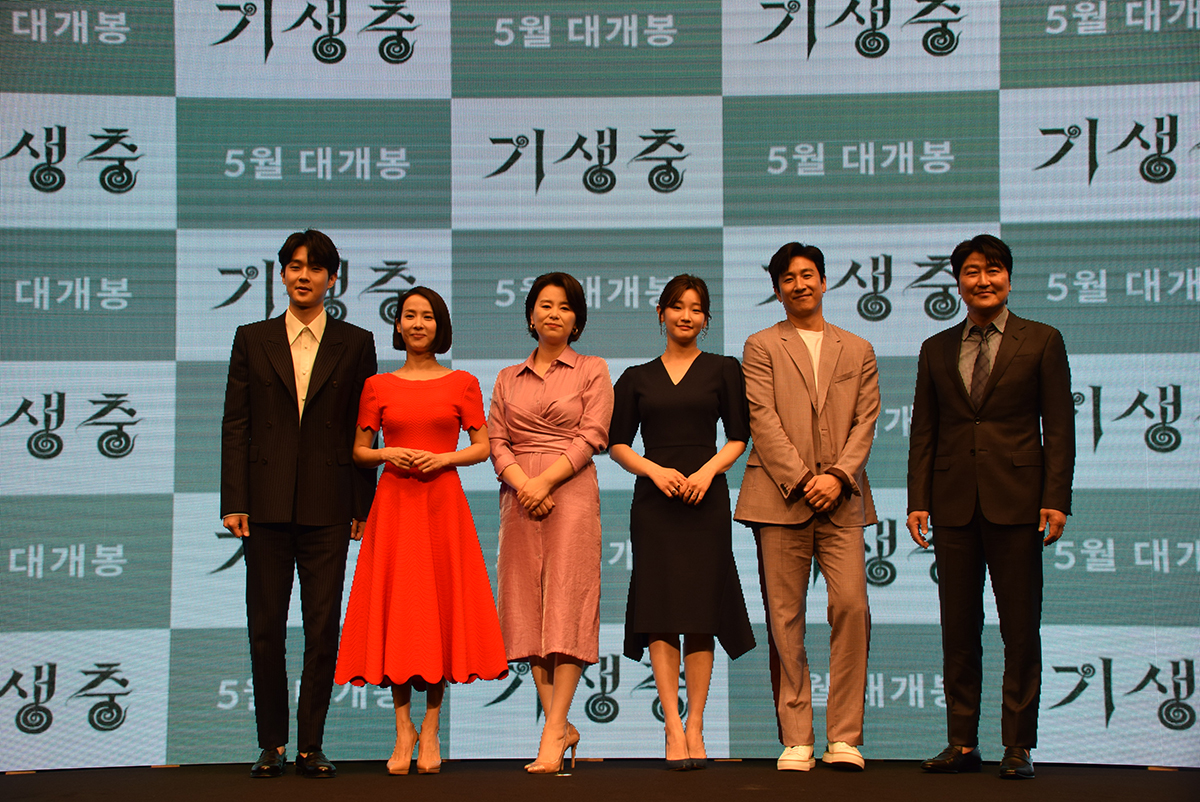
Die Besetzung von Parasite. Von links nach rechts: Choi Woo-shik, Jo Yeo-jeong, Jang Hye-jin, Park So-dam, Lee Sun-kyun und Song Kang-ho.

Die Liste der südkoreanischen Vorschläge für die Oscar-Nominierung in der Kategorie bester internationaler Film (bis 2019 bester fremdsprachiger Film) führt alle für Südkorea bei der Academy of Motion Picture Arts and Sciences (AMPAS) für die Kategorie des besten internationalen Films eingereichten Filme. Ein Sonderkomitee, das vom Korean Film Council zusammengestellt wird, wählt den südkoreanischen Beitrag aus.
Bis zum Beginn des 21. Jahrhunderts wurden nur vereinzelt südkoreanische Beiträge eingereicht. 2019 wurde mit Burning erstmals ein südkoreanischer Beitrag in die Shortlist aufgenommen. Ein Jahr später gewann mit Bong Joon-hos Parasite erstmals ein südkoreanischer Film die Auszeichnung. Außerdem erhielt der Film noch den Hauptpreis für den besten Film, die beste Regie und das beste Drehbuch.

## Südkoreanische Vorschläge
| Jahr der Verleihung | Film                                                  | Regisseur       | Ergebnis        |
| ------------------- | ----------------------------------------------------- | --------------- | --------------- |
| 1963                | The Houseguest and My Mother                          | Shin Sang-ok    | Nicht nominiert |
| 1965                | The Dumb Samyong                                      | Shin Sang-ok    | Nicht nominiert |
| 1967                | Ssal                                                  | Shin Sang-ok    | Nicht nominiert |
| 1969                | Descendants of Cain                                   | Yu Hyun-mok     | Nicht nominiert |
| 1970                | The Old Jar Craftsman                                 | Choi Ha-won     | Nicht nominiert |
| 1974                | Mute Samyong                                          | Byun Jang-ho    | Nicht nominiert |
| 1985                | Mulleya Mulleya                                       | Lee Doo-yong    | Nicht nominiert |
| 1986                | Eoudong                                               | Lee Jang-ho     | Nicht nominiert |
| 1987                | Eunuch                                                | Lee Doo-yong    | Nicht nominiert |
| 1991                | Mayumi                                                | Shin Sang-ok    | Nicht nominiert |
| 1995                | Life and Death of the Hollywood Kid                   | Chung Ji-young  | Nicht nominiert |
| 1996                | 301/302 – Der Fall ist gegessen                       | Park Chul-soo   | Nicht nominiert |
| 2001                | Das Lied der treuen Chunhyang                         | Im Kwon-taek    | Nicht nominiert |
| 2003                | Oasis                                                 | Lee Chang-dong  | Nicht nominiert |
| 2004                | Frühling, Sommer, Herbst, Winter… und Frühling        | Kim Ki-duk      | Nicht nominiert |
| 2005                | Brotherhood – Wenn Brüder aufeinander schießen müssen | Kang Je-gyu     | Nicht nominiert |
| 2006                | Welcome to Dongmakgol                                 | Park Kwang-hyun | Nicht nominiert |
| 2007                | The King and the Clown                                | Lee Jun-ik      | Nicht nominiert |
| 2008                | Secret Sunshine                                       | Lee Chang-dong  | Nicht nominiert |
| 2009                | Crossing                                              | Kim Tae-kyun    | Nicht nominiert |
| 2010                | Mother                                                | Bong Joon-ho    | Nicht nominiert |
| 2011                | A Barefoot Dream                                      | Kim Tae-kyun    | Nicht nominiert |
| 2012                | The Front Line – Der Krieg ist nie zu Ende            | Jang Hun        | Nicht nominiert |
| 2013                | Pietà                                                 | Kim Ki-duk      | Nicht nominiert |
| 2014                | Juvenile Offender                                     | Kang Yi-kwan    | Nicht nominiert |
| 2015                | Sea Fog – Freiheit hat ihren Preis                    | Shim Sung-bo    | Nicht nominiert |
| 2016                | The Throne                                            | Lee Jun-ik      | Nicht nominiert |
| 2017                | The Age of Shadows                                    | Kim Jee-woon    | Nicht nominiert |
| 2018                | A Taxi Driver                                         | Jang Hun        | Nicht nominiert |
| 2019                | Burning                                               | Lee Chang-dong  | Shortlist       |
| 2020                | Parasite                                              | Bong Joon-ho    | Gewonnen        |
| 2021                | Das Attentat – The Man Standing Next                  | Woo Min-ho      | Nicht nominiert |
| 2022                | Escape from Mogadishu                                 | Ryoo Seung-wan  | Nicht nominiert |
| 2023                | Die Frau im Nebel                                     | Park Chan-wook  | Shortlist       |
| 2024                | Concrete Utopia                                       | Um Tae-hwa      | Nicht nominiert |
| 2025                | 12.12: The Day                                        | Kim Sung-su     | ausstehend      |